# Lạc Xuyên
Lạc Xuyên (giản thể: 洛川县; phồn thể: 洛川縣; Hán-Việt: Lạc Xuyên huyện) là một huyện thuộc địa cấp thị Diên An (延安市), tỉnh Thiểm Tây, Cộng hòa Nhân dân Trung Hoa. Huyện này có diện tích 1805 km², dân số 210.000 người, độ cao tương đối so với mực nước biển là 1000 m, có địa mạo điển hình của cao nguyên hoàng thổ. Ở đây có vườn địa chất quốc gia hoàng thổ Lạc Xuyên Thiểm Tây. Các đơn vị hành chính thuộc huyện Lạc Xuyên gồm có 6 trấn, 13 hương, 365 thôn hành chính. Tuyến đường sắt Lạc Xuyên và quốc lộ 210 chạy qua huyện này. Huyện Lạc Xuyên là một huyện thuần nông, nông đặc sản có táo.

## Khí hậu
| Dữ liệu khí hậu của Lạc Xuyên, elevation 1.088 m (3.570 ft), (1991–2020 normals, extremes 1981–2010) | Dữ liệu khí hậu của Lạc Xuyên, elevation 1.088 m (3.570 ft), (1991–2020 normals, extremes 1981–2010) | Dữ liệu khí hậu của Lạc Xuyên, elevation 1.088 m (3.570 ft), (1991–2020 normals, extremes 1981–2010) | Dữ liệu khí hậu của Lạc Xuyên, elevation 1.088 m (3.570 ft), (1991–2020 normals, extremes 1981–2010) | Dữ liệu khí hậu của Lạc Xuyên, elevation 1.088 m (3.570 ft), (1991–2020 normals, extremes 1981–2010) | Dữ liệu khí hậu của Lạc Xuyên, elevation 1.088 m (3.570 ft), (1991–2020 normals, extremes 1981–2010) | Dữ liệu khí hậu của Lạc Xuyên, elevation 1.088 m (3.570 ft), (1991–2020 normals, extremes 1981–2010) | Dữ liệu khí hậu của Lạc Xuyên, elevation 1.088 m (3.570 ft), (1991–2020 normals, extremes 1981–2010) | Dữ liệu khí hậu của Lạc Xuyên, elevation 1.088 m (3.570 ft), (1991–2020 normals, extremes 1981–2010) | Dữ liệu khí hậu của Lạc Xuyên, elevation 1.088 m (3.570 ft), (1991–2020 normals, extremes 1981–2010) | Dữ liệu khí hậu của Lạc Xuyên, elevation 1.088 m (3.570 ft), (1991–2020 normals, extremes 1981–2010) | Dữ liệu khí hậu của Lạc Xuyên, elevation 1.088 m (3.570 ft), (1991–2020 normals, extremes 1981–2010) | Dữ liệu khí hậu của Lạc Xuyên, elevation 1.088 m (3.570 ft), (1991–2020 normals, extremes 1981–2010) | Dữ liệu khí hậu của Lạc Xuyên, elevation 1.088 m (3.570 ft), (1991–2020 normals, extremes 1981–2010) |
| Tháng                                                                                                | 1 | 2 | 3 | 4 | 5 | 6 | 7 | 8 | 9 | 10                                                                                                   | 11                                                                                                   | 12                                                                                                   | Năm                                                                                                  |
| --- | --- | --- | --- | --- | --- | --- | --- | --- | --- | --- | --- | --- | --- |
| Cao kỉ lục °C (°F)                                                                                   | 15.4 (59.7)                                                                                          | 20.5 (68.9)                                                                                          | 27.7 (81.9)                                                                                          | 33.9 (93.0)                                                                                          | 33.8 (92.8)                                                                                          | 37.5 (99.5)                                                                                          | 35.1 (95.2)                                                                                          | 34.6 (94.3)                                                                                          | 35.0 (95.0)                                                                                          | 27.8 (82.0)                                                                                          | 22.9 (73.2)                                                                                          | 16.6 (61.9)                                                                                          | 37.5 (99.5)                                                                                          |
| Trung bình ngày tối đa °C (°F)                                                                       | 2.0 (35.6)                                                                                           | 6.0 (42.8)                                                                                           | 12.2 (54.0)                                                                                          | 19.1 (66.4)                                                                                          | 23.4 (74.1)                                                                                          | 27.1 (80.8)                                                                                          | 28.0 (82.4)                                                                                          | 26.3 (79.3)                                                                                          | 21.6 (70.9)                                                                                          | 16.2 (61.2)                                                                                          | 9.9 (49.8)                                                                                           | 3.5 (38.3)                                                                                           | 16.3 (61.3)                                                                                          |
| Trung bình ngày °C (°F)                                                                              | −3.8 (25.2)                                                                                          | −0.1 (31.8)                                                                                          | 5.7 (42.3)                                                                                           | 12.3 (54.1)                                                                                          | 16.8 (62.2)                                                                                          | 20.9 (69.6)                                                                                          | 22.5 (72.5)                                                                                          | 20.9 (69.6)                                                                                          | 16.2 (61.2)                                                                                          | 10.4 (50.7)                                                                                          | 3.9 (39.0)                                                                                           | −2.2 (28.0)                                                                                          | 10.3 (50.5)                                                                                          |
| Tối thiểu trung bình ngày °C (°F)                                                                    | −8.9 (16.0)                                                                                          | −5.1 (22.8)                                                                                          | 0.3 (32.5)                                                                                           | 6.4 (43.5)                                                                                           | 10.8 (51.4)                                                                                          | 15.3 (59.5)                                                                                          | 17.9 (64.2)                                                                                          | 16.7 (62.1)                                                                                          | 11.9 (53.4)                                                                                          | 5.5 (41.9)                                                                                           | −1.0 (30.2)                                                                                          | −7.2 (19.0)                                                                                          | 5.2 (41.4)                                                                                           |
| Thấp kỉ lục °C (°F)                                                                                  | −20.5 (−4.9)                                                                                         | −16.4 (2.5)                                                                                          | −15.8 (3.6)                                                                                          | −4.6 (23.7)                                                                                          | −0.3 (31.5)                                                                                          | 5.3 (41.5)                                                                                           | 11.5 (52.7)                                                                                          | 9.2 (48.6)                                                                                           | 0.1 (32.2)                                                                                           | −7.7 (18.1)                                                                                          | −16.6 (2.1)                                                                                          | −23.0 (−9.4)                                                                                         | −23.0 (−9.4)                                                                                         |
| Lượng Giáng thủy trung bình mm (inches)                                                              | 7.8 (0.31)                                                                                           | 10.6 (0.42)                                                                                          | 18.8 (0.74)                                                                                          | 34.8 (1.37)                                                                                          | 55.0 (2.17)                                                                                          | 75.6 (2.98)                                                                                          | 120.9 (4.76)                                                                                         | 113.0 (4.45)                                                                                         | 86.2 (3.39)                                                                                          | 50.8 (2.00)                                                                                          | 18.5 (0.73)                                                                                          | 4.7 (0.19)                                                                                           | 596.7 (23.51)                                                                                        |
| Số ngày giáng thủy trung bình (≥ 0.1 mm)                                                             | 3.4                                                                                                  | 4.2                                                                                                  | 5.4                                                                                                  | 6.8                                                                                                  | 8.7                                                                                                  | 9.1                                                                                                  | 12.7                                                                                                 | 11.9                                                                                                 | 10.7                                                                                                 | 8.9                                                                                                  | 5.0                                                                                                  | 2.8                                                                                                  | 89.6                                                                                                 |
| Số ngày tuyết rơi trung bình                                                                         | 4.7                                                                                                  | 5.3                                                                                                  | 3.6                                                                                                  | 0.6                                                                                                  | 0 | 0 | 0 | 0 | 0 | 0.4                                                                                                  | 3.1                                                                                                  | 3.9                                                                                                  | 21.6                                                                                                 |
| Độ ẩm tương đối trung bình (%)                                                                       | 51                                                                                                   | 52                                                                                                   | 50                                                                                                   | 50                                                                                                   | 55                                                                                                   | 61                                                                                                   | 74                                                                                                   | 78                                                                                                   | 76                                                                                                   | 70                                                                                                   | 60                                                                                                   | 51                                                                                                   | 61                                                                                                   |
| Số giờ nắng trung bình tháng                                                                         | 203.6                                                                                                | 189.0                                                                                                | 220.0                                                                                                | 240.1                                                                                                | 256.3                                                                                                | 248.7                                                                                                | 235.4                                                                                                | 224.0                                                                                                | 179.5                                                                                                | 188.1                                                                                                | 189.3                                                                                                | 205.3                                                                                                | 2.579,3                                                                                              |
| Phần trăm nắng có thể                                                                                | 65                                                                                                   | 61                                                                                                   | 59                                                                                                   | 61                                                                                                   | 59                                                                                                   | 57                                                                                                   | 54                                                                                                   | 54                                                                                                   | 49                                                                                                   | 55                                                                                                   | 62                                                                                                   | 68                                                                                                   | 59                                                                                                   |
| Nguồn: China Meteorological Administration                                                           | | | | | | | | | | | | | |